# HD 6966
HD 6966，又名BD+14 175，SAO 92288、HR 344，是一颗恒星，视星等为6.06，位于銀經129.55，銀緯-46.96，其B1900.0坐标为赤經1h 4m 53.2s，赤緯+15° -46.96′ 31″。